# Pino del Oro
Pino del Oro là một đô thị trong tỉnh Zamora, Castile và León, Tây Ban Nha. Dân số 203 (2006) và diện tích 30 km².